# Svenljunga (comuna)
Svenljunga (em sueco: Svenljunga kommun) é uma comuna da Suécia localizada no condado da Gotalândia Ocidental. Sua capital é a cidade de Svenljunga. Possui 920 quilômetros quadrados e segundo censo de 2018, havia 10 683.